# Manuel de jeu
 (août 2025).
Le manuel de jeu, ou guide de l'utilisateur, est un document de référence, sur support papier ou numérique, dont la fonction première est de fournir les informations nécessaires pour tirer pleinement profit du jeu vidéo qu'il accompagne. Au même titre qu'un livre, il contient presque toujours les mêmes rubriques séparées en chapitres distincts.
L'ensemble des chapitres est souvent traduit à l'identique en plusieurs langues dans le même manuel, ce qui lui donne la fausse impression d'être long à lire.

## Rubriques d'un manuel de jeu

### Sommaire
Le sommaire détaille la liste des chapitres du manuel.

### Guide rapide des commandes
Le guide rapide des commandes est un bref résumé des commandes utilisables dans le jeu, parfois accompagnée d'une illustration représentant la manette de jeu (pour les consoles) ou du clavier (pour les jeux PC) afin d'identifier chaque bouton et son action associée.
Cette section est en général très succincte, car les commandes sont décrites plus en détail dans un chapitre dédié (voir : Détail des commandes).

### Introduction
La plupart des jeux possèdent un scénario. Au même titre qu'un résumé pour le roman, cette partie permet de planter le décor et d'annoncer l'intrigue principale. Dans le cas d'une série, elle décrit les événements qui se sont produits depuis la fin de l'épisode précédent.

### Les personnages
Cette section présente les personnages du jeu, en commençant par les protagonistes principaux, en général dirigés par le joueur, et finissant par les ennemis voir le boss final.
Lorsqu'ils sont très nombreux, protagonistes et antagonistes font parfois l'objet de chapitres distincts.
Pour les jeux de combat, cette section permet de détailler les coups et techniques spécifiques à chaque personnage.

### Détail des commandes
Le détail des commandes est la partie la plus consultée par les joueurs, et à juste titre puisqu'elle contient l'ensemble des différentes actions disponibles pendant le jeu, ainsi que les situations dans lesquelles elles sont utilisables.
Le détail des commandes est illustré par des écrans du jeu et des schémas explicatifs, souvent indispensables pour une bonne compréhension.
Plus le jeu est interactif, et plus cette partie du manuel est importante. Pour éviter que cette partie soit trop longue, le jeu comprend généralement un tutoriel, ou affiche des indications durant les premières phases de jeu.

### Astuces
Cette section n'est pas toujours présente, mais est souvent d'un grand secours pour le joueur débutant. Elle donne quelques conseils concernant les commandes, les environnements, les ennemis, pour mieux jouer et tirer pleinement parti des actions disponibles pour le personnage que le joueur dirige, ou trouver plus facilement les bonus et raccourcis.

### Online/Multijoueurs
Avec la démocratisation du jeu en ligne, de plus en plus de jeux incluent un mode multijoueur en local ou online, parfois difficile à configurer. La rubrique développe les spécificités du mode multijoueur, les différences avec le jeu standard, ainsi qu'une aide technique afin de configurer simplement et rapidement la connexion du mode multijoueurs.

### Support technique
Cette section situé dans les dernières pages donne la liste des services après-vente à contacter en cas de panne ou de problème rencontrés lors de l'installation ou de l'utilisation du jeu. De plus en plus de jeux disposent également d'un site internet dédié dont l'adresse est aussi mentionnée.

## Secrets du manuel
Il arrive que le manuel recèle des secrets liés au jeu qu'il accompagne. Cela peut aller du simple clin d'œil des développeurs, jusqu'à la découverte de codes ouvrant l'accès à des zones secrètes au sein même du jeu.
Le manuel peut également être un document interactif qui permet de créer un lien entre le monde réel (joueur) au monde virtuel (du jeu), et d'accentuer ainsi l'immersion.

## Quelques manuels célèbres
- Dans la série Grand Theft Auto le manuel est en fait un guide touristique accompagné d'un plan de la ville.
- Les manuels de la série Metal Gear Solid sont présentés sous forme d'une mini bande-dessinée au ton humoristique.
- Les jeux de simulation d'appareils militaires de Sierra On-Line développés en collaboration avec Jane's sont réputés pour leurs manuels techniques extrêmement détaillés.
- Celui de World of Warcraft détaille le lexique permettant de se familiariser avec les termes spécifiques de cet univers[1].